# Královské paláce v Abomey
Královské paláce v Abomey je komplex dvanácti paláců rozkládajících se na ploše 40 hektarů v samém srdci města Abomey v Beninu. Abomey bývalo hlavním městem Dahomejského království. Království bylo založeno roku 1625 Fony, kteří zde vytvořili mocnou vojenskou i obchodní říši. Až do konce 19. století zde byl dominantní obchod s otroky, kdy Fonové prodávali své válečné zajatce evropským obchodníkům s otroky. Na svém vrcholu mohlo v palácích žít až 8000 lidí.
UNESCO zapsalo paláce na Seznam světového dědictví v Africe. Po tornádu, které památku zasáhlo 15. března 1984, byly poškozeny některé z budov. Následně byla památka zapsána na Seznam světového dědictví v ohrožení. Komplex se však s pomocí několika mezinárodních agentur podařilo zrestaurovat. Po dokončení prací se UNESCO v červenci 2007 rozhodlo o vyřazení této památky ze Seznamu světového dědictví v ohrožení.
V současnosti již nejsou paláce obydleny, ale v paláci krále Ghéza a krále Glélého se nachází Historické muzeum v Abomey, které se věnuje dějinám Dahomejského království.

## Historie
Honosné paláce vystavělo dvanáct panovníků vládnoucích Dahomejskému království. Paláce svou funkci plnily v letech 1695 až 1900 a sloužily jako tradiční kulturní centrum říše. Prvním panovníkem, který zahájil jejich výstavbu, byl král Houegbadja, jenž město založil. Podle místní legendy byli králové z Abomey potomky princezny Aligbonon z Tada a pantera. Jejich království se rozkládalo v jižní části dnešního Beninu. Podle dochovaných historických záznamů zakladatel říše král Houegbadja stanovil základní právní normy v království včetně své politické role a pravidel nástupnictví.
Král Agaja v roce 1724 porazil království Allada a v roce 1727 království Whydah. Následně bylo několik válečných zajatců zabito a mnozí další byli prodáni jako otroci v Gléwé (dnešní Ouidah). Tím započala dominance Dahomejského království v obchodu s otroky. V 19. století s rozmáhajícím se hnutím ve Velké Británii proti otroctví započal král Guézo se zemědělským rozvojem, který zemi přinesl další ekonomickou prosperitu díky vývozu zemědělských produktů, například obilí a palmového oleje.
V letech 1892 až 1894 probíhaly boje mezi Francií a Dahomejským královstvím. Zpočátku se království podařilo vyhrát mnoho bitev, kdy byl zabit i velitel francouzské armády. Král Béhanzin, poslední nezávislý král, však byl zrazen svým bratrem, který usiloval o jeho trůn. Králův bratr vyzradil Francouzům dahomejská tajemství a král Béhanzin rozkázal zapálit Abomey. Francouzi jej poté deportovali na Martinik. Jeho nástupce, král Agooli Agbo, mohl vládnout pouze do své deportace do Gabonu v roce 1900.
Oficiální historie království byla zaznamenána na řadě polychromovaných hliněných reliéfů.

## Tradiční architektura
Město, ve kterém byly paláce postaveny, bylo obklopeno zdí, jejíž délka je odhadována na 10 km. Zeď přerušenou šesti branami chránil příkop hluboký 1,5 m, plný pichlavých akácií, které se tradičně používaly k obraně západoafrických pevností. Uvnitř ohrazeného prostoru byly vesnice od sebe oddělené poli, několik královských paláců, tržiště a velké náměstí s kasárnami. Průměrná tloušťka zdí budov činila 50 cm, což umožňovalo udržovat v interiérech paláce nízkou teplotu. Každý palác se architektonicky lišil a odpovídal potřebám jednotlivých králů. Základy budov, podlahy a vyvýšené konstrukce byly hliněné. Dále bylo ke stavbě použito dřevo. Střecha byla z plechu a slámy.

### Basreliéfy
Basreliéfy sloužily jako kronika (při absenci písemných dokumentů) a zaznamenávaly významné události v dějinách Fonů a jejich říše, vojenská vítězství a činy králů a dokumentovaly mýty, zvyky a rituály. V roce 1892 král Béhanzin před hrozící francouzskou okupací rozkázal spálit město i královské paláce. Většina památek však požár přežila.
Basreliéfy se nacházely na zdech i na sloupech. Byly vyráběny ze zeminy z mravenišť smíchané s palmovým olejem a obarvené rostlinnými a minerálními pigmenty. V současnosti jsou originály reliéfů vystaveny v muzeu a v areálu byly nahrazeny kopiemi.

## Zapsání do seznamu UNESCO
Jako uznání jedinečného kulturního významu tohoto komplexu zapsalo UNESCO v roce 1985 Královské paláce v Abomey na Seznam světového dědictví UNESCO jako kulturní památku podle kritéria iv.

## Poškození požárem
Dne 21. ledna 2009 bylo mnoho budov královských paláců zničeno lesním požárem, ačkoliv se nezjistilo, kde požár vznikl. Důsledkem větru harmatán se požár rychle rozšířil a zničil slaměnou střechu a konstrukce několika okolních budov. Plameny zničily také královské hrobky králů Agongla a Ghéza a jejich manželek.

## Fotogalerie

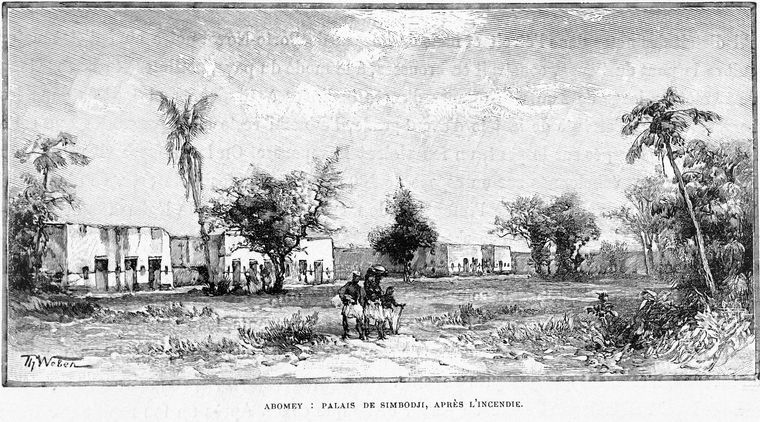
Pohled na palác Simbodjiho po požáru v roce 1895
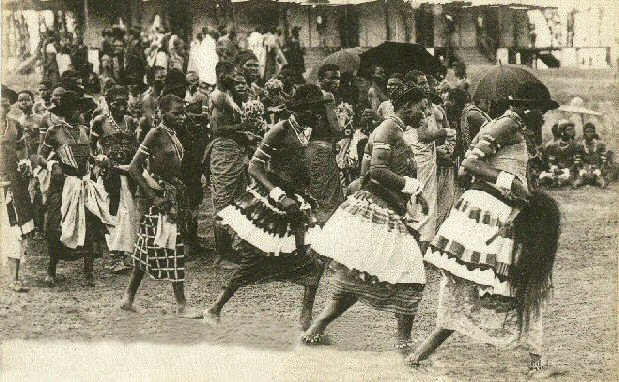
Tanec fonských žen během oslav
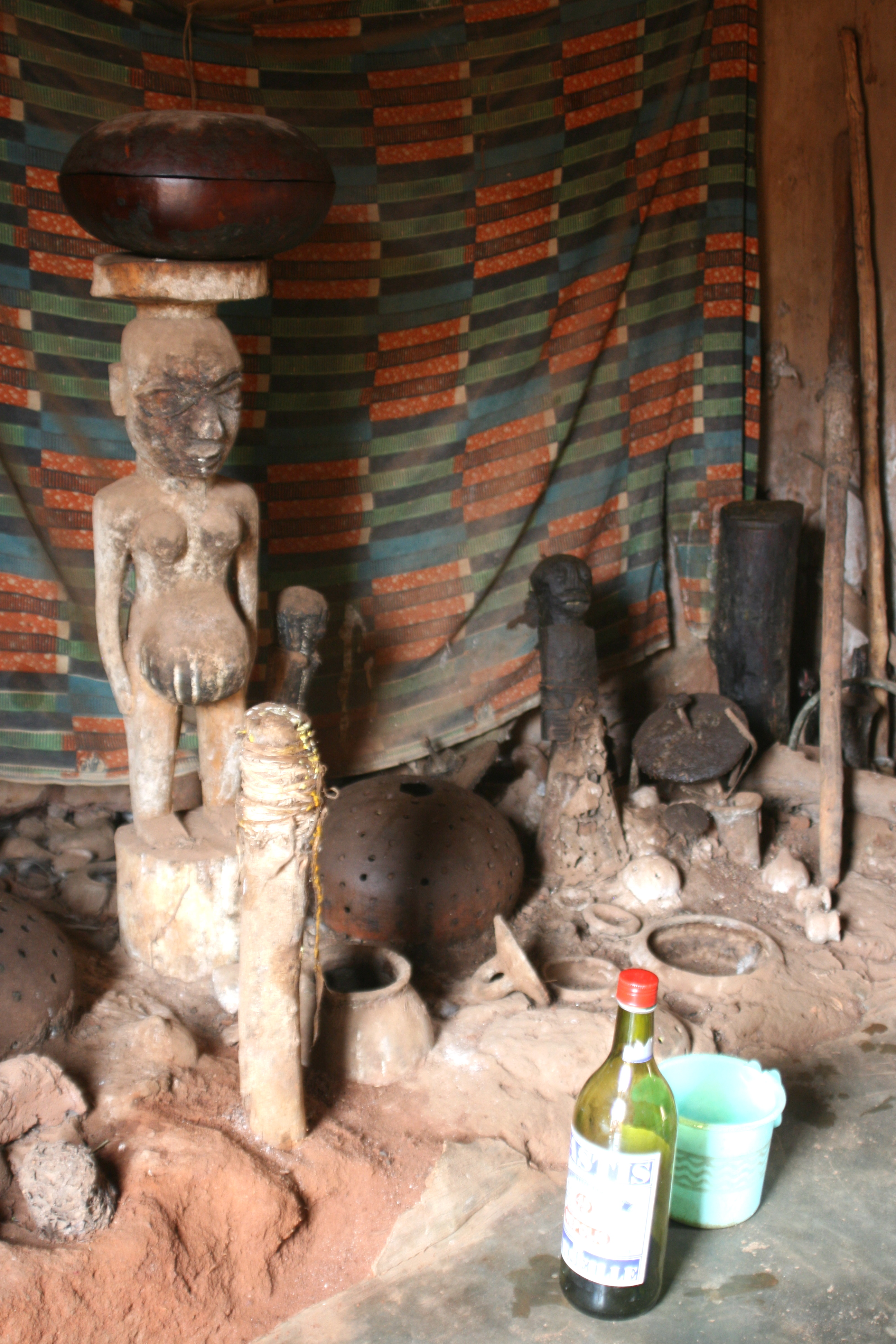
Voodoo oltář v Abomey
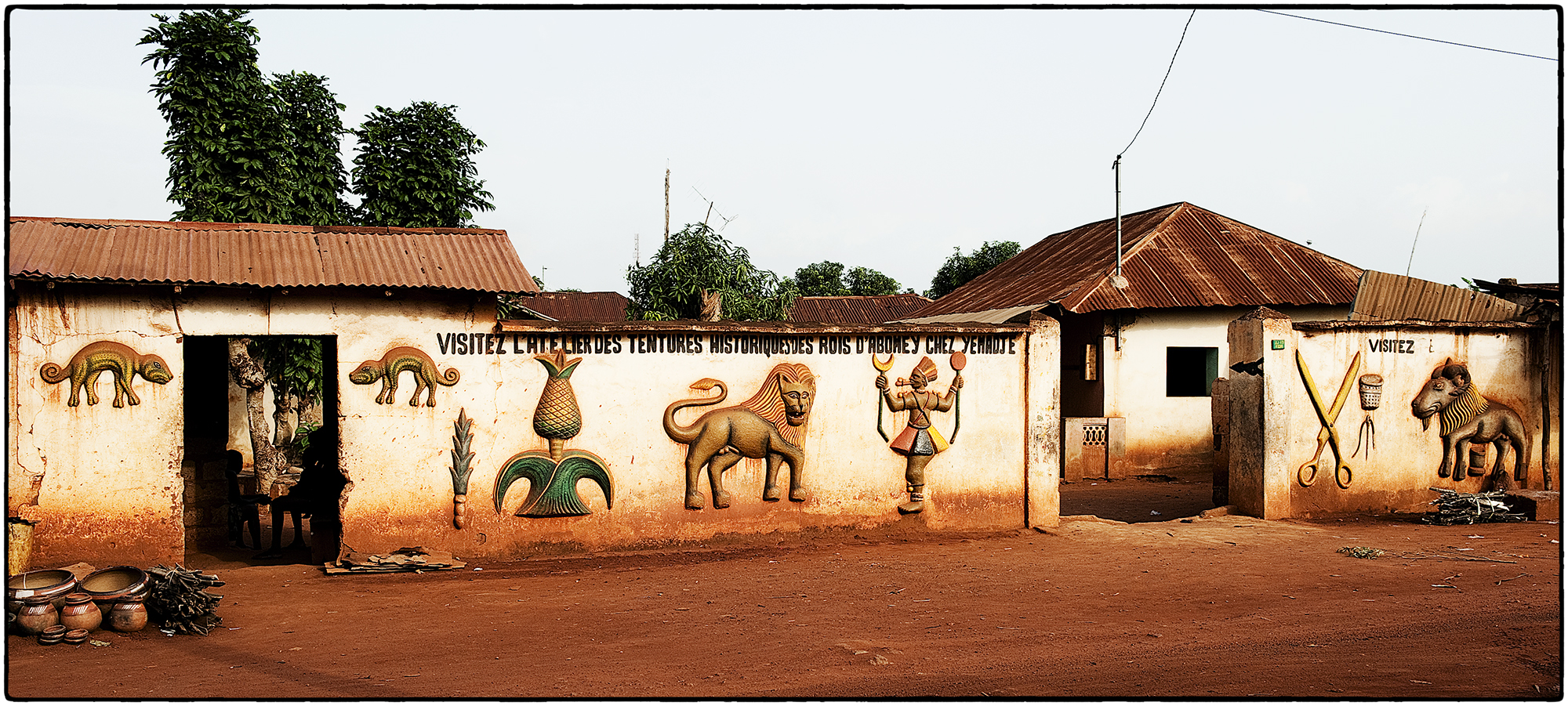
Jeden z královských paláců
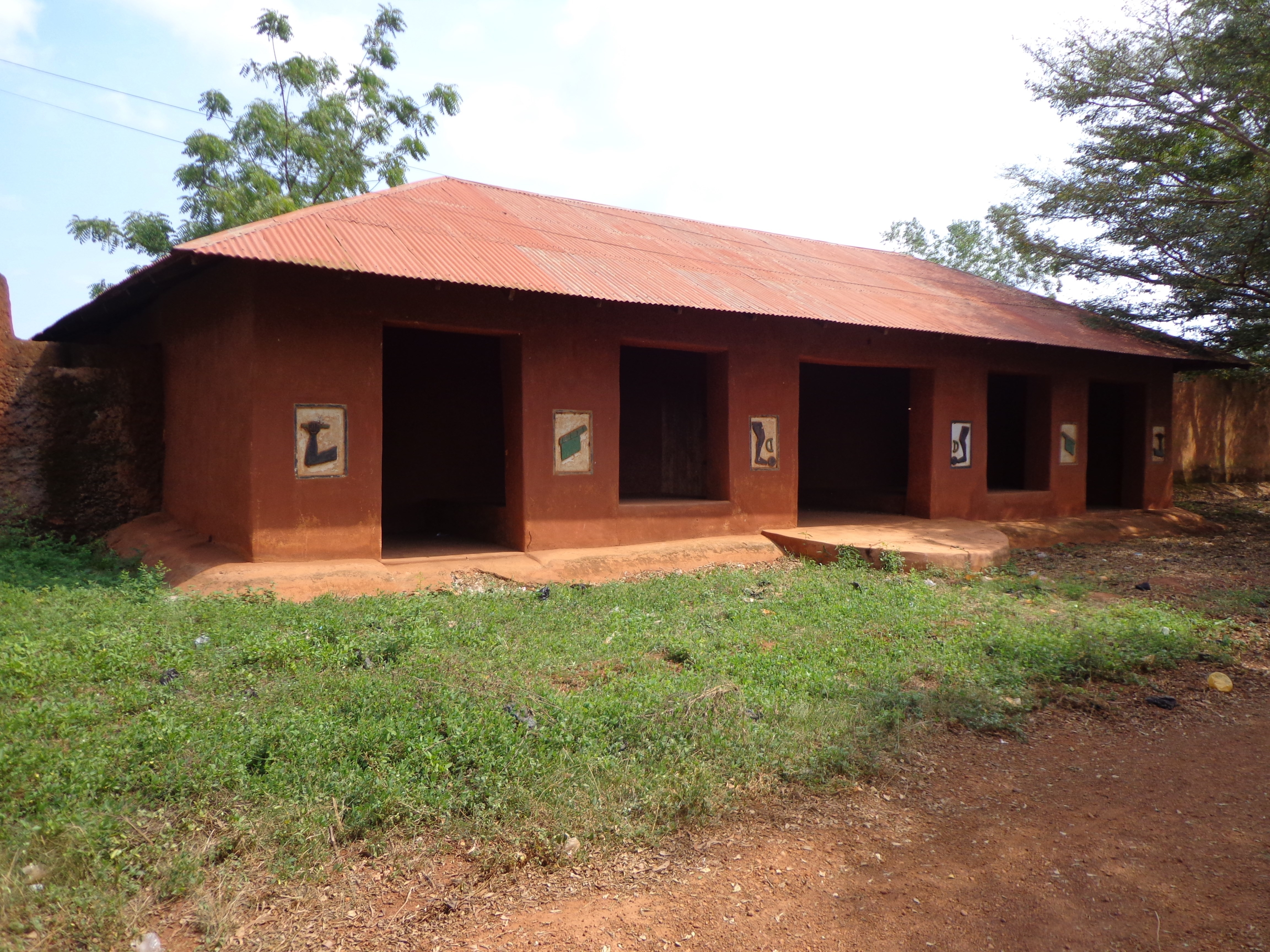
Královský palác krále Agoli-Agba